# MSZ–1–TK Mikron
Az MSZ–1–TK Mikron (cirill betűkkel: МС-1-ТК Мікрон) ukrán technológiai mikroműhold volt, amelyet 2004 december 24-én állítottak pályára.
A műholdat a Pivdenne tervezőirodában (Déli tervezőiroda) fejlesztették ki a 2002-ben jóváhagyott Ukrán Nemzeti Űrprogram részeként. Az MSZ–1 műholdplatformon alapuló űreszköz új technológiai megoldások kipróbálására szolgált. A Szics–1M műholddal együtt indították 2004. december 24-én egy Ciklon–3 hordozórakétával a Pleszeck űrrepülőtérről. Az indítás részben sikertelen volt, mert a hordozórakéta harmadik fokozatának hibája miatt a műhold nem a tervezett körpályára, hanem egy ellipszis pályára állt, a pályamagasság 280 és 640 km között volt. 
A 66 kg-os műhold fedélzetén helyet kapott egy, a látható fény tartományában működő kamera is, amelynek felvételeit távérzékelési, topográfiai és meteorológiai feladatokra használták. Ennek terepi felbontása 124–191 m között volt a változó pályamagasság miatt. A műholdra felszerelték a lvivi Űrkutatási Kutatóközpont által készített LEMI 010S típusú magnetométert is, amellyel az űreszközök új, kizárólag a Föld mágneses mezejének mérésén alapuló orientációs rendszerének kifejlesztését célozta. Energiaellátását négy napelemtábla és akkumulátor biztosította.
A műhold kevesebb mint egy évig keringett Föld körüli pályán. 2005. szeptember 30-án belépett a légkörbe és megsemmisült.